# Souleymane Keïta (djihadiste)
Pour les articles homonymes, voir Souleymane Keita et Keita.
Souleymane Keïta, né en 1968 à Kaolack au Sénégal, est un chef djihadiste d'Ansar Dine. 

## Biographie
Souleymane Keïta est né en 1959 ou en 1968 probablement à Kaolack, au Sénégal,, bien que d'autres sources fixent sa naissance à Kangaba, au Mali, près de la frontière guinéenne,. Il est issu d'une grande famille Malinké ayant des origines guinéennes.
Il fréquente une école coranique pendant son enfance et voyage en Égypte pendant ses études religieuses, pays dans lequel il aurait aussi reçu une formation militaire. Il effectue également plusieurs voyages en Arabie saoudite,. Au milieu des années 2000, il rencontre Iyad Ag Ghali à la mosquée Markaze, tenue par le Tablighi Jamaat, à Bamako,,.
Il rejoint Ansar Dine en 2012 et participe à la guerre du Mali. Il aurait servi de « sergent recruteur » selon la DGSE malienne. En janvier 2013, il combat à Konna.
Après l'opération Serval, il regagne le sud Mali et fonde la katiba Khalid Ibn Walid, aussi appelée « Ansar Dine Sud »,. La katiba compte dans ses rangs des combattants venus du sud du Mali ainsi que de la Côte d'Ivoire et du Burkina Faso. En 2016, l'AFP indique que Souleymane Keïta serait à la tête de 200 hommes selon une source de sécurité malienne. Il entretient des liens étroits avec le Front de libération du Macina.
Au début de l'année 2015, il monte un camp d'entraînement à Samanco, dans les faubourgs de Bamako, qui est finalement détruit par l'armée malienne, des armes sont saisies,.
Il établit aussi une base dans la forêt de Sama, dans la région de Sikasso, à la frontière avec la Côte d'Ivoire. Le groupe occupe brièvement le camp militaire de Misséni le 10 juin et la ville de Fakola le 28 juin. Le 16 juillet, l'armée malienne attaque la forêt de Sama et s'empare du camp djihadiste. 
Après la bataille de la forêt de Sama, Souleymane Keïta s'enfuit en Guinée, il change ensuite plusieurs fois de pays, passant notamment par le Sierra Leone et la Gambie. Son gendre et bras droit, Amadou Niangadou, dit « Djogormé », est arrêté en Côte d'Ivoire et transféré au Mali le 19 août, ainsi que six de ses hommes.
Au début du mois de mars 2016, Souleymane Keïta regagne le Mali et se cache dans la forêt de Ouagadou, près de la frontière mauritanienne, avec l'aide des combattants du Front de libération du Macina. Cependant, depuis juillet 2015, Souleymane Keïta est pisté par la DGSE malienne. Le 29 mars, alors qu'il s'apprête à se rendre au nord du Mali, dans l'Adrar des Ifoghas pour rejoindre Iyad Ag Ghali, il est arrêté, seul, dans la forêt de Ouagadou, près de Sokolo, par les forces spéciales des services de renseignements maliens et transféré le lendemain à Bamako,.
Après un procès de quatre heures, Souleymane Keïta est condamné à mort par la justice malienne le 13 novembre 2020. Il déclare à cette occasion : « Je ne regrette rien parce que notre combat est contre la laïcité de l’État malien. Si j’en ai la possibilité, je recommencerai ».